# 1525 w polityce

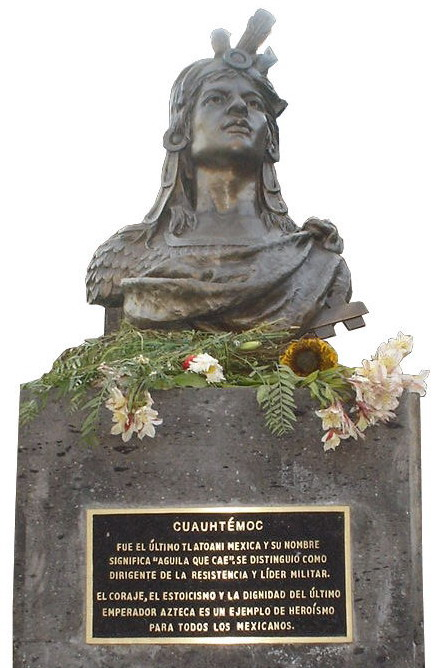
Pomnik Cuauhtémoca w mieście Meksyk

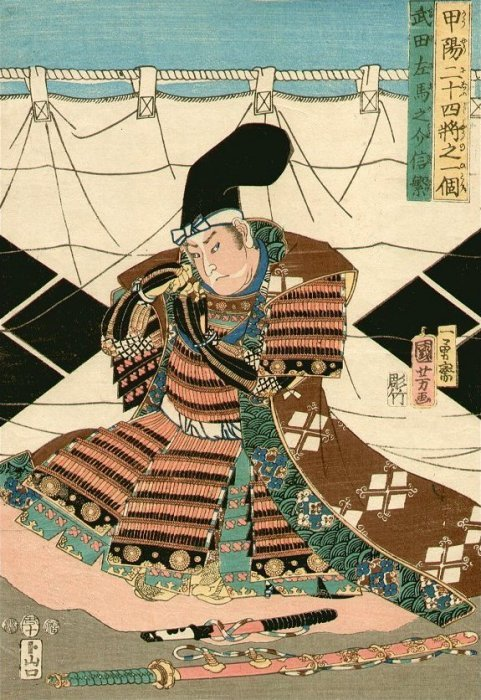
Nobushige Takeda

Wydarzenia polityczne w 1525 roku.

## Wydarzenia
- 10 kwietnia – Hołd pruski. Ostatni wielki mistrz zlikwidowanego Zakonu krzyżackiego, Albrecht Hohenzollern składa na rynku w Krakowie hołd lenny królowi polskiemu Zygmuntowi I Staremu jako władca nowego, świeckiego państwa pruskiego[1].
- 15 maja – Bitwa pod Frankenhausen[2]. Powstańcy chłopscy pod wodzą Thomasa Müntzera przegrywają w starciu z wojskami księcia Saksonii Jerzego Brodatego i landgrafa Hesji Filipa Wielkodusznego. Klęska ta oznacza praktyce koniec Wojny chłopskiej w Niemczech[3], choć niepokoje będą jeszcze trwać. Müntzer dostaje się do niewoli. W powstaniu ginie około 100 tysięcy chłopów[3].
- 27 maja – Thomas Müntzer zostaje stracony[4].

## Urodzili się
- 11 września – Jan Jerzy Hohenzollern, elektor brandenburski.
- Nobushige Takeda, japoński samuraj i dowódca[5].

## Zmarli
- 28 lutego – Cuauhtémoc, ostatni władca Azteków w Meksyku zostaje powieszony na rozkaz Hernána Cortésa[6].
- 5 maja – Fryderyk III Mądry, książę saski i elektor Rzeszy Niemieckiej[7], znany jako protektor Marcina Lutra[8].
- 5 lipca – Jan Hohenzollern, wicekról Walencji od 1523.
- 17 listopada – Eleonora de Viseu, królowa Portugalii, żona Jana II Doskonałego[9].